# Bootvluchteling

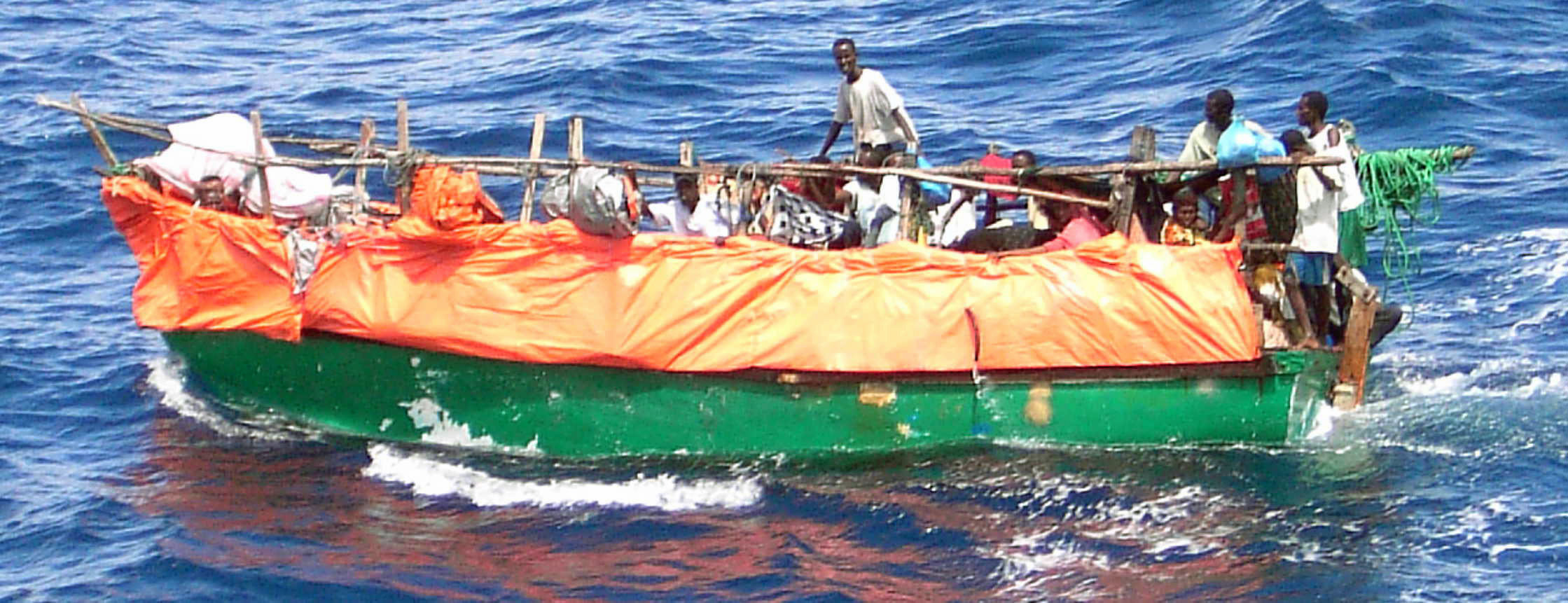
Somalische bootvluchtelingen

Een bootvluchteling is iemand die om een politieke of economische reden zijn land ontvlucht over zee. De eerste bootvluchtelingen waren grote aantallen Vietnamezen, die na de aftocht van de Amerikanen na de Vietnamoorlog hun land verlieten in veelal niet-zeewaardige bootjes.

## Middellandse Zee
Er zijn veel vluchtelingen uit Afrika en het Midden-Oosten die de Middellandse Zee oversteken in de richting van Italië en Spanje. Zij verzamelen zich in Libië, om daar hun reis over de Middellandse Zee voort te zetten. De routes over land worden hier buiten beschouwing gelaten. De reis naar Griekenland over zee is korter dan naar Spanje of Italië.
Sinds 2013 is door de onzekere situatie in met name Egypte, met de revolutie in 2011 en de staatsgreep daarna in 2013, de opstand in Libië, de Malinese Burgeroorlog, de Syrische Burgeroorlog en het geweld van de ISIS het aantal bootvluchtelingen dat de Middellandse Zee naar Europa probeert over te steken enorm toegenomen.
De massale toestroom van vluchtelingen op Lampedusa, een Italiaans eiland dat zich relatief dicht onder de Libische kust bevindt, stelt de instanties daar voor grote opvangproblemen.

## Elders
- Vluchtelingen uit Sri Lanka en andere Zuid-Aziatische landen die via Indonesië de Indische Oceaan oversteken in de richting van Australië. In 2015 ontvluchtten veel Birmezen hun land.
- Cubanen die met geïmproviseerde vaartuigen de kust van Florida, in Amerika, trachten te bereiken. Vanaf het nabijgelegen Haïti wordt het ook geprobeerd.
- De Australische regering heeft getracht het vluchten over zee te ontmoedigen door een opvangkamp in te richten in de woestijn, waar de bootvluchtelingen onder harde omstandigheden worden opgesloten. Ook worden bootjes teruggestuurd.[1]

## Gevaren
- De boten, waarmee de vluchtelingen komen, zijn vaak niet voldoende zeewaardig. Dat maakt de reis gevaarlijk.
- Het komt voor dat mensensmokkelaars de vluchtelingen in open zee afzetten. De reis daarna hebben velen met de dood moeten bekopen.[2]
- De grootste problemen, die zich met vluchtelingen in het algemeen, dus ook met bootvluchtelingen, voordoen, zijn mensensmokkel en de beperkte mogelijkheid vluchtelingen een nieuwe, veilige plaats te bieden waardoor velen in de illegaliteit belanden.